# Kenjirō Yoshigasaki
Kenjirō Yoshigasaki (吉ヶ崎 健二郎, Yoshigasaki Kenjirō, né en 1951 et mort le 12 février 2021 à Bruxelles) est un aïkidoka japonais, huitième dan de Ki Aïkido
Kenjiro Yoshigasaki est arrivé en Europe dans les années 1970 afin d'y représenter le Ki No Kenkyukai.
Il a permis l'éclosion de nombreux dojos dans toute l'Europe. Il donne de nombreux stages.
En 2002 maître Koichi Tohei cesse d'enseigner, son fils prend sa succession.
Maître Yoshigasaki fonde alors sa propre école, le Ki No Kenkyukai Association Internationale regroupant des dojos dans toute l'Europe, l'Afrique du Sud et l'Amérique du Sud. Il à veçu longtemps en Belgique.